# Avispa Dorada
Avispa Dorada (spanska: Den guldfärgade getingen), född 11 november 1992 i Forks i Washington i USA, är en amerikansk fribrottare som brottas i Mexiko inom stilen lucha libre. Hon gjorde sin debut år 2013 och har sedan oktober 2018 brottats i Mexikos äldsta fribrottningsförbund, Consejo Mundial de Lucha Libre.
Som många mexikanska fribrottare uppträder hon med mask, enligt traditionerna inom lucha libre. Hennes riktiga namn och identitet är således inte känt av allmänheten. Dorada är dock amerikansk medborgare men har bott i Mexiko under en längre tid.